# Euphorbia pervittata
Euphorbia pervittata S.Carter es una especie fanerógama perteneciente a la familia de las euforbiáceas. Es endémica de Kenia.

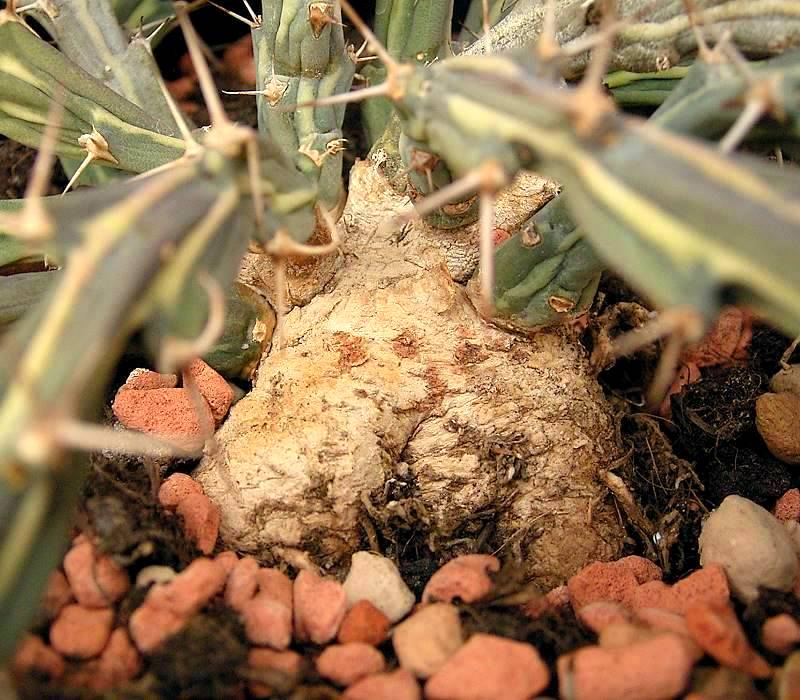
Vista de la planta

## Descripción
Es una planta suculenta densamente acolchada perennifolia con una raíz tuberosa grande, las ramas de 30 cm de largo, extendidas o postradas y obtusamente tetranguladas, de 1 cm de diámetro, los ángulos con los dientes muy prominentes tubérculo de 2 cm de largo; espinosas.

## Ecología
Se encuentra entre las rocas en suelos pedregosos en matorrales abiertos; a una altitud de 500-1100 metros.
Especie cercana a Euphorbia vittata.

## Taxonomía
Euphorbia pervittata fue descrita por Susan Carter Holmes y publicado en Cactus and Succulent Journal 72: 193. 2000.
Etimología
Euphorbia: nombre genérico que deriva del médico griego del rey Juba II de Mauritania (52 a 50 a. C. - 23), Euphorbus, en su honor – o en alusión a su gran vientre –  ya que usaba médicamente Euphorbia resinifera. En 1753 Carlos Linneo asignó el nombre a todo el género.
pervittata: epíteto